# 朱迪·谢尔顿
朱迪·林恩·谢尔顿（英語：Judy Lynn Shelton，1953年—）是美国保守派经济学家，美国总统特朗普的美国经济顾问。

## 生平
1953年出生于洛杉矶，毕业于波特兰州立大学和犹他大学。她以倡导回归金本位制和批评美联储而闻名。特朗普于2019年7月2日宣布将提名谢尔顿为联邦储备委员会理事。
美国参议院银行委员会2020年7月21日以13对12的票数，通过了提名，为其当选扫清了一个主要障碍。
8月24日发表的一封致参议员的公开信中，美国经济学界要求拒绝特朗普提名的朱迪·谢尔顿进入联邦储备委员会。这封信已获得100多位经济学家签名，包括七位诺贝尔奖得主。
11月12日，阿拉斯加参议员丽莎·默科夫斯基（Lisa Murkowski）对谢尔顿的提名表示支持。11月16日，参议员拉玛·亚历山大（R-Tenn。）表示他将不支持这一提名。
2020年11月17日，谢尔顿在47-50的比分中未能通过提名。共和党参议员里克·斯科特和查克·格拉斯利不能出席，因为在暴露于COVID-19之后，由于实施检疫措施，需要重要的共和党选票来确认谢尔顿的提名。所有民主党参议员，共和党参议员罗姆尼（Mitt Romney）和苏珊·柯林斯（Susan Collins）都对她的提名投了反对票，拉马尔·亚历山大（Lamar Alexander）表示他反对提名，但没有出席投票。
2021年2月，總統拜登撤銷了對谢尔顿的提名。